# Вербински, Гор
Гре́гор (Гор) Верби́нски (англ. Gregor (Gore) Verbinski; род. 16 марта 1964, Ок-Ридж) — американский кинорежиссёр и сценарист. Наиболее известен как режиссёр фильма ужасов Звонок (2002), первых трёх фильмов саги «Пираты Карибского моря» (2003, 2006, 2007), а также мультфильма «Ранго» (2011).

## Биография
Гор Вербински родился 16 марта 1964 в Ок-Ридже, штат Теннесси. Окончил Калифорнийский университет в Лос-Анджелесе в 1987 году. Начинал работу, снимая музыкальные клипы. Обладатель четырёх наград «Клио» и одного каннского «Серебряного льва» за рекламные ролики. Среди его клиентов фирмы «Nike», «Budweiser», «Coca-Cola», «7 Up», «Canon» и «United Airlines». В 2012 году его анимационный фильм «Ранго» получил премию «Оскар».

## Фильмография
| Год  | Название                                           | Режиссёр | Продюсер       | Сценарист | Примечания   |
| ---- | -------------------------------------------------- | -------- | -------------- | --------- | ------------ |
| 1996 | Ритуал                                             | Да       | Да             | Да        | Короткометр. |
| 1997 | Мышиная охота                                      | Да       |                |           |              |
| 2001 | Мексиканец                                         | Да       |                |           |              |
| 2002 | Звонок                                             | Да       |                |           |              |
| 2003 | Пираты Карибского моря: Проклятие Чёрной жемчужины | Да       |                |           |              |
| 2005 | Синоптик                                           | Да       |                |           |              |
| 2006 | Пираты Карибского моря: Сундук мертвеца            | Да       |                |           |              |
| 2007 | Пираты Карибского моря: На краю света              | Да       |                |           |              |
| 2011 | Ранго                                              | Да       | Да             | Сюжет     | Мультфильм   |
| 2013 | Одинокий рейнджер                                  | Да       | Да             |           |              |
| 2013 | Невероятная жизнь Уолтера Митти                    |          | Исполнительный |           |              |
| 2017 | Лекарство от здоровья                              | Да       | Да             | Сюжет     |              |
| TBA  | Удачи, веселитесь, не умирайте                     | Да       | Да             |           |              |
| TBA  | Без пространства                                   | Да       | Да             |           |              |